# Конев, Анисим Кузьмич
Анисим Кузьмич Ко́нев (1907 — ?) — советский геолог, лауреат Сталинской премии.

## Биография
Родился в 1907 году в Новозыбкове (ныне Брянская область). Там же в 1928 году окончил 9-летнюю школу.
В 1921—1922 годы рассыльный, подручный в сапожной мастерской. В 1928—1930 гг. учитель школы 1-й ступени в сtkt Воробейное Почепского района Брянского округа. В 1930—1931 годы тракторист транспортной секции тракторного отдела завода «Красный Путиловец» в Ленинграде.
В 1931—1936 годы студент ЛГИ, после его окончания направлен в Казахское геологическое управление (Казгеолтрест).
В июне 1937 года назначен начальником поисково-разведочной партии, занимавшейся поиском руд металлов в верховьях реки Жарлыбутак (Актюбинская область). Геологи его отряда за несколько лет открыли целый ряд крупных месторождений хромитов с общими запасами 19 млн т. Также были обнаружены месторождения баритов.
С декабря 1943 года главный инженер Казахского геологического управления.
В 1946 году главный инженер Узбекского геологического управления.
В 1958 году числился начальником Казахского геологического управления.

## Признание
- Сталинская премия первой степени (1946) — за открытие и исследование южно-кемписайских месторождений хромитовых руд

Сочинения
- Атасуйские железорудные месторождения. Н. Л. Херувимова, А. К. Конев. Комитет по делам геологии СНК СССР, Казахское геологическое управление. — М. ; Л. : Госгеолиздат, 1941. — 48, [1] с. : карты, табл.
- А. К. Конев. Северо-Мугоджарский (Кемперсайский) хромитоносный район. Разведка и охрана недр, 1938, № 1, стр. 13-21.
- Конев А. К. Некоторые итоги работ Управления за 1958 год и задачи коллектива в свете решений XXI съезда КПСС . B кн .: Геол . , методика и техн . разв . , обмен опытом . Алма — Ата, стр . 3—27 .